# Apteropeda orbiculata
Apteropeda orbiculata es un insecto coleóptero de la familia Chrysomelidae. Fue descrita en 1802 por Marsham.